# Platambus spinipes
Platambus spinipes är en skalbaggsart som först beskrevs av Sharp 1882.  Platambus spinipes ingår i släktet Platambus och familjen dykare. Inga underarter finns listade i Catalogue of Life.